# Турция на зимних Олимпийских играх 1956
Турция принимала участие в зимних Олимпийских играх 1956 года в Кортина-д’Ампеццо (Италия) в третий раз за свою историю, пропустив зимние Олимпийские игры 1952 года. Не завоевала ни одной медали.

## Состав сборной
Страну представляли четыре спортсмена (все — мужчины), выступивших в соревнованиях по горнолыжному спорту. Самым младшим участником сборной был 18-летний Зеки Шамилоглу, самым старшим — 26-летний Осман Юдже.

## Результаты

### Горнолыжный спорт
Соревнования прошли с 27 января по 3 февраля в районе горы Тофана, кроме соревнований по гигантскому слалому среди мужчин, проходивших на горе Фалория; данные соревнования шли в зачёт 14 чемпионата мира по горнолыжному спорту.
| Спортсмен         | Соревнование      | 1 спуск           | 1 спуск | 2 спуск | 2 спуск | Итог              | Итог  |
| Спортсмен         | Соревнование      | Время             | Место   | Время   | Место   | Время             | Место |
| ----------------- | ----------------- | ----------------- | ------- | ------- | ------- | ----------------- | ----- |
| Осман Юдже        | Скоростной спуск  |                   |         |         |         | дисквалифицирован | —     |
| Музаффер Демирхан | Скоростной спуск  |                   |         |         |         | 3:52,2            | 33    |
| Махмут Эроглу     | Гигантский слалом |                   |         |         |         | дисквалифицирован | —     |
| Зеки Шамилоглу    | Гигантский слалом |                   |         |         |         | 4:16,6            | 77    |
| Осман Юдже        | Гигантский слалом |                   |         |         |         | 3:59,4            | 63    |
| Музаффер Демирхан | Гигантский слалом |                   |         |         |         | 3:44,2            | 49    |
| Зеки Шамилоглу    | Слалом            | дисквалифицирован | —       | —       | —       | —                 | —     |
| Махмут Эроглу     | Слалом            | дисквалифицирован | —       | —       | —       | —                 | —     |
| Музаффер Демирхан | Слалом            | дисквалифицирован | —       | —       | —       |                   | —     |
| Осман Юдже        | Слалом            | дисквалифицирован | —       | —       | —       | —                 | —     |